# Парад 6 октября 1831 года в Петербурге (картина)
«Парад и молебствие по случаю окончания военных действий в Царстве Польском 6 октября 1831 года на Царицыном лугу в Петербурге» — картина русского художника Григория Чернецова, написанная в 1837 году. На картине изображён парад по случаю подавления Польского восстания 1830—1831 годов. Восставшая Варшава была взята русскими войсками 8 сентября 1831 года.
Картина считается самым известным полотном художника. На своеобразном групповом портрете изображены почти 300 известных персон того времени, что делает это полотно ценным иконографическим документом, тем более, что не все изображённые лица были ранее портретируемы. Среди изображённых на картине своеобразный срез всех сословий государства — императорская семья, военные и гражданские чины, литераторы, художники, учёные, фаворитки императора, отличившиеся чем-то мещане и крестьяне. Список всех персонажей картины утверждал лично император Николай I — благодаря этому можно судить, кого и за что император счёл нужным запечатлеть на полотне.
Многочисленные рисунки и этюды к картине находятся в Государственном Русском музее, Государственной Третьяковской галерее, Всероссийском музее Пушкина и в других собраниях. Позднее Чернецов сделал с картины литографии и несколько копий, одну из них — для императрицы Александры Фёдоровны.

## Описание картины

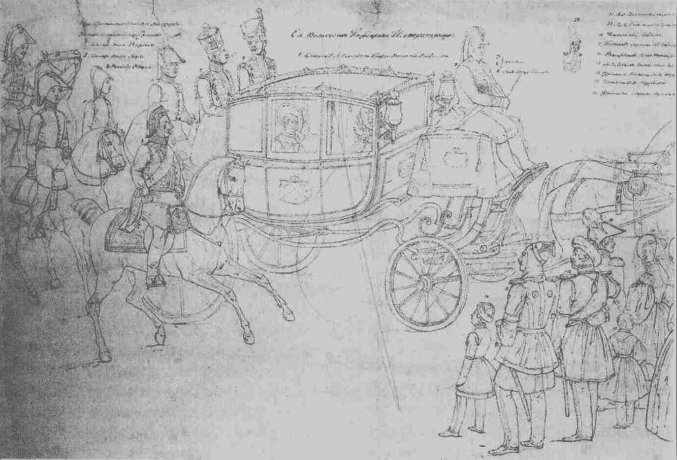
Фрагмент прориси к картине.

Картина выполнена на холсте маслом. Размер полотна — 212 × 345 см.
На ней изображена панорама Царицына луга.
Слева деревья Летнего сада; далее Михайловский замок; Михайловский сад; павильон Михайловского сада; Михайловский дворец, справа — казармы лейб-гвардии Павловского полка. На плацу выстроены войска: слева (спиной к Летнему саду) — шеренги гвардейской артиллерии, вдали у Михайловского сада (лицом к зрителю) — тяжёлая гвардейская кавалерия, справа (спиной к «павловским» казармам) — гвардейская пехота, на переднем плане (спиной к зрителю) — армейская кавалерия (уланы, гусары, драгуны, кирасиры). В центре — шатёр с духовенством, окружённый чинами Роты Дворцовых гренадер, выделяющихся высокими медвежьими шапками. Слева в карете — императрица Александра Фёдоровна, справа верхом — Николай I и следом за ним наследник-цесаревич Александр Николаевич со свитой, на переднем плане — зрители. Композиция небезупречна — зрители развёрнуты спиной к императору, а император скачет в свиту императрицы. В левом нижнем углу картины выполнены подпись и дата: «Григ. Чернецовъ 1837 г. С:П:Б:». В правом нижнем стоят цифры: «4870». На обороте холста выполнена надпись: «Парадъ по случаю окончанія военных дъействій в Царстве Польском, бывшій на Царицыномъ лугу въ Санкт-Петербурге в 1831 году».
Сохранилась собственная оригинальная рама картины, в которой в нижней части есть откидывающаяся планка, в которой устроен резерв, содержащий авторскую прорись пером с указанием пронумерованного списка фамилий 223 персонажей-зрителей, изображённых на картине.

## История картины

«Парад в Берлине», Франц Крюгер, 1824—1831

Императору Николаю I очень понравилась картина немецкого художника Франца Крюгера «Парад в Берлине», которая в феврале 1831 года была выставлена в Концертном зале Зимнего Дворца. Поэтому император сделал Чернецову заказ — «написать вид, изображающий парад на Царицыном лугу, в ту меру, как написана известная картина Франца Крюгера „Парад в Берлине“». Император планировал разместить эту картину в Зимнем дворце.
Общество поощрения художников в своём печатном отчёте в 1832 году сообщало:
Григорий Чернецов … имел счастие удостоиться особенного внимания Государя Императора. Он имеет ныне весьма лестное поручение написать вид, изображающий парад на Царицыном лугу в ту меру, как написана известная картина Крюгера парад в Берлине.
Работа над картиной продолжалась с 1833 по 1837 год.
Списки персонажей, которые должны были быть изображены на картине, составлялись и направлялись на утверждение лично императору Николаю I различными ведомствами: Генеральным штабом, Министерством Императорского двора, Дирекцией императорских театров, Императорской Академией художеств, петербургским городским головой и петербургским военным генерал-губернатором. Картина писалась в течение пяти лет, и список этот менялся: одних персонажей исключали, других вводили — некоторых художнику пришлось перерисовывать. Не все лица, изображённые на полотне Чернецова, присутствовали на параде.
В ходе выполнения работы художник всегда встречал одобрение императора и был дважды награждён перстнями с бриллиантами.

### Первоначальная композиция
Сохранилось два первоначальных эскиза, которые дают представление о первоначальном композиционном замысле Чернецова. В этих эскизах публика заполняла весь первый план и была размещена гораздо дальше от Царицына луга, у памятника Суворову. Войска виднелись вдали, в глубине полотна. По сравнению с окончательным вариантом в этих эскизах зрители были размещены более свободно и естественно. Такой первоначальный композиционный замысел Чернецова, видимо, не понравился заказчику, и художник изменил его.

### Эскизы и зарисовки

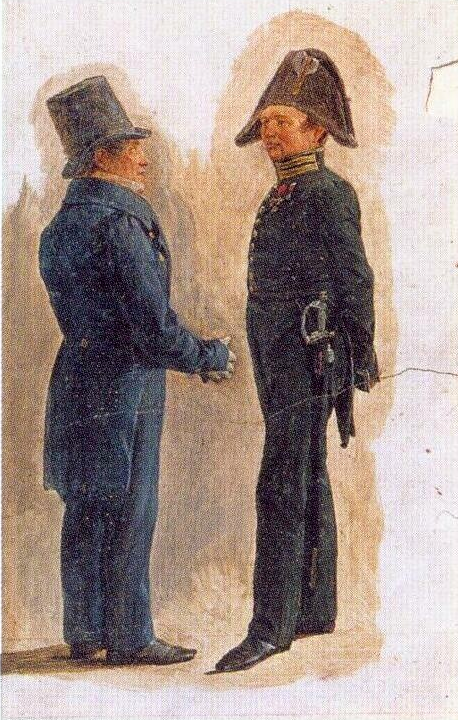
Зарисовка с натуры гитаристов А. О. Сихры и С. Н. Аксёнова. Бумага, масляные краски, 1832. ГТГ

Художник сначала выполнил натурные зарисовки карандашом или кистью всех портретируемых. Портретируемые приходили к нему в мастерскую, либо зарисовки производились у них на дому. До нашего времени дошли всего около 20 таких эскизов. Потом художник переносил эти зарисовки на холст. Некоторых портретируемых, например графа Чернышёва, оказалось «…трудно заполучить», и художник копировал его портрет с «Парада» Крюгера, а художник Иванов-Голубой находился в это время в Риме. Чернецов сопровождал свои зарисовки комментариями. Вот примеры таких комментариев:
- «Александр Сергеевич Пушкин, рисовано с натуры 1832 года, Апреля 15-го. Ростом 2 аршина 5 вершков с половиною» (около 167 см)[10].
- «Петр Телушкин… казенный крестьянин кровельного цеха… Г. Чернецов». Аналогичная запись есть и в указателе к картине: «П. Телушкин, крестьянин Яросл. губ., починивший крест без лесов на шпице колокольни Петропавловского собора в С. П. Б. в октябре и ноябре 1830 года»[1].

Процесс портретирования такого количества людей потребовал оживлённой переписки художника со своими моделями с целью согласования дат и времени, когда модели смогут ему позировать. Эта переписка сохранилась и находилась в архиве Н. Г. и Г. Г. Чернецовых, который хранился в Институте истории материальной культуры Академии наук СССР. Вся эта переписка велась на клочках бумаги разных форматов, и на обороте каждой из этих записок с исключительной аккуратностью рукою Г. Г. Чернецова сделаны пометки, указывающие на авторов этих записок.
Пушкин позировал Чернецову 15 апреля 1832 года в доме графа Павла Кутайсова на Большой Миллионной.

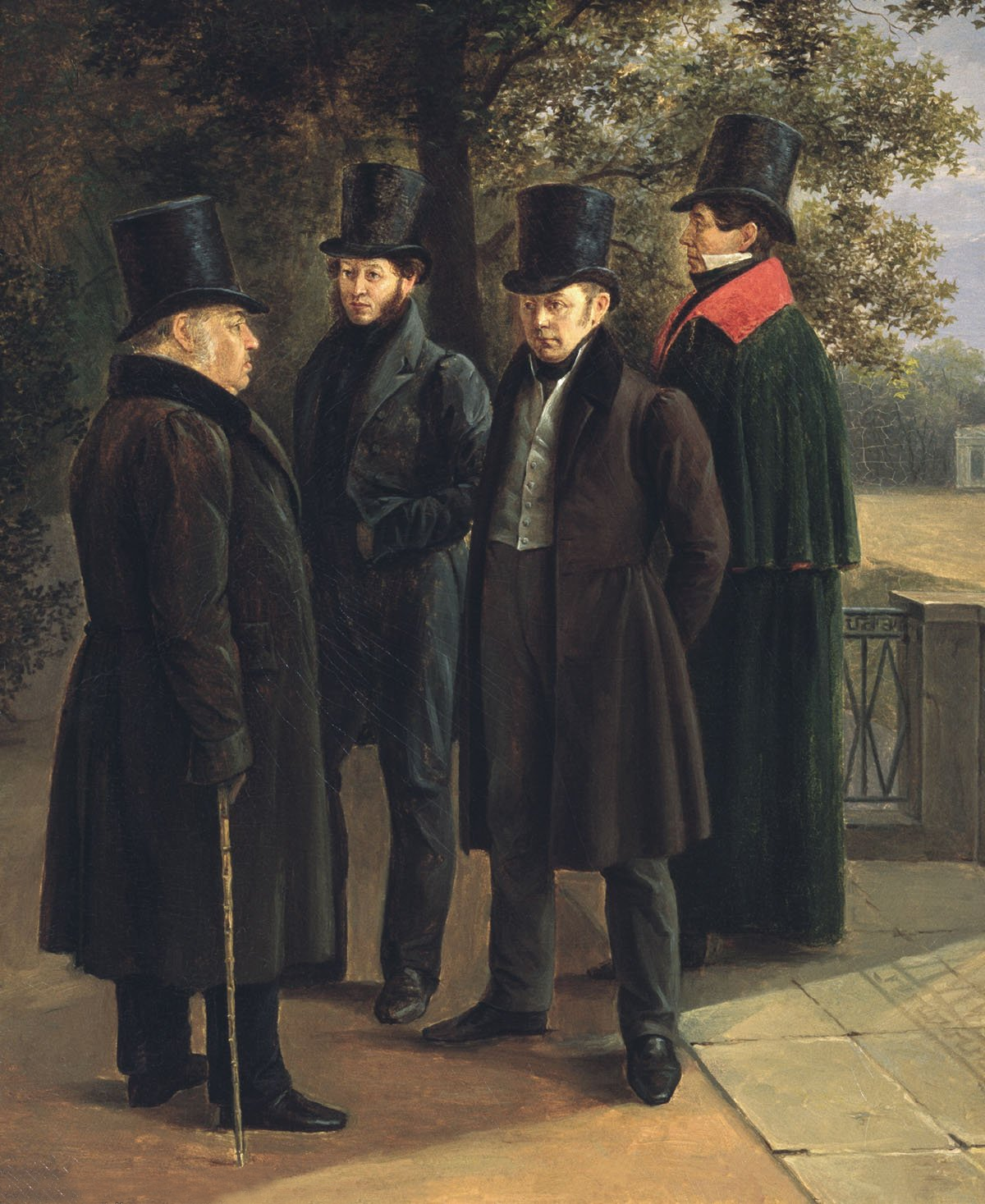
«Крылов, Пушкин, Жуковский и Гнедич в Летнем саду», Г. Чернецов, 1832.
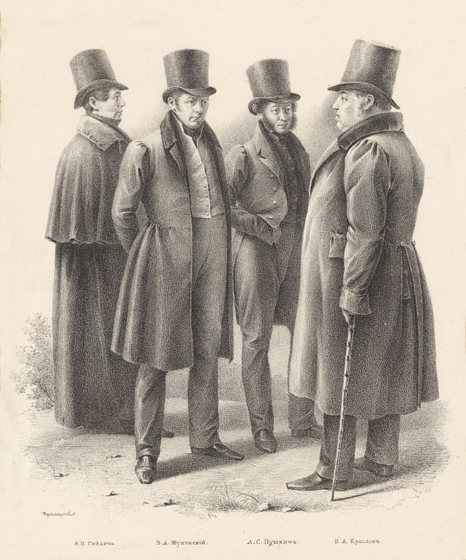
«Крылов, Пушкин, Жуковский и Гнедич», литография, Г. Чернецов, 1836.
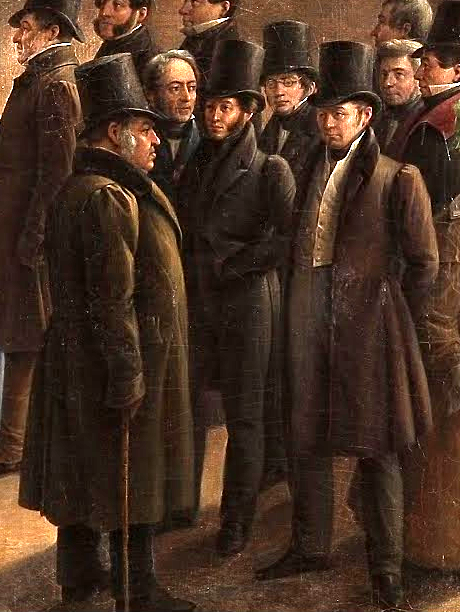
Фрагмент картины «Парад 6 октября 1831 года в Петербурге», 1837.

### Оконченная картина

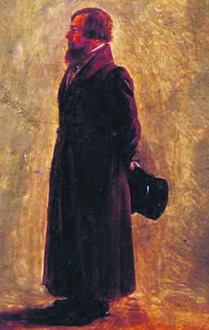
Крестьянин Пётр Телушкин. Эскиз, 1832

Картина экспонировалась в незавершённом виде на выставке Императорской Академии художеств в 1836 году. Несмотря на одобрительный отзыв императора во время посещения выставки, законченное полотно самому заказчику не понравилось — в результате картина не была куплена, и труд художника не был оплачен. После этого несколько лет находилась в мастерской художника на Миллионной улице.
6 декабря 1840 года в Зимнем дворце должно было состояться обручение наследника престола с принцессой Гессенской. И за четыре месяца до бракосочетания картина Чернецова была всё-таки куплена среди прочих подарков к этому событию.
С 1840 года картина находилась в Зимнем дворце в личных комнатах Александра II.
До 1922 года картина хранилась в Эрмитаже. С 1922 года и по настоящее время картина экспонируется в собрании Государственного Русского музея.

## Гонорар художника
За не понравившуюся императору картину Чернецову заплатили 1142 рубля серебром. Учитывая, что художник проделал многолетнюю кропотливую работу, написав почти 300 портретов, эту сумму трудно считать большой. Ведь за картину «Парад в Берлине» (на которой выполнены менее 120 портретов) Франц Крюгер получил 10 тысяч прусских талеров серебром. Гонорар Чернецова, таким образом, был меньше гонорара Крюгера более чем в 8 раз.

## Критика
Газеты того времени сравнивали полотно Чернецова с картиной Крюгера и хвалили картину, отмечая, что «крюгерово небо и лес не так хороши как здесь». В изображении лошадей, по мнению газет, Чернецов также «успел» и не уступал Крюгеру.
Учитывая своеобразие жанра массового портрета, критики и искусствоведы прежде всего обращают внимание не на художественную, а на историческую ценность полотна, дающего представление о персональном составе всех сословий Российской империи, которых удостоил быть запечатлёнными император. Помимо высшей аристократии, государственных и военных чинов, становится понятным, какие поступки и достижения считались выдающимися в то время.

## Персонажи

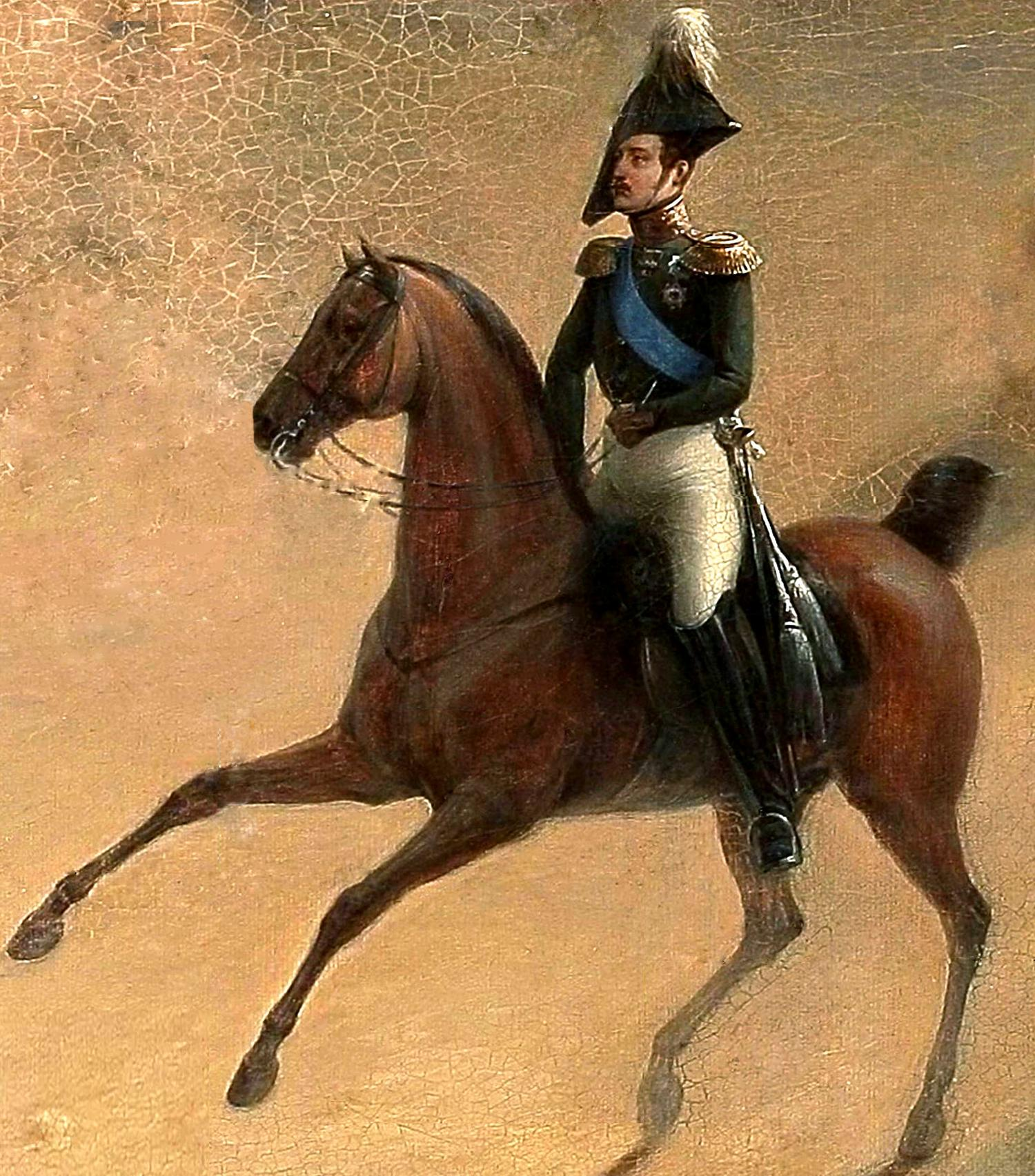
Император Николай I. Фрагмент картины

Список изображённых с нумерацией, соответствующей прориси, сделанной художником (прорись вмонтирована в раму), впервые был опубликован в «Художественной газете» Н. В. Кукольника и включал сначала 214 изображений зрителей и 53 персонажа из свиты императора, которые в прориси не были поименованы. Картина завершалась в 1837 году, и к выставке в Императорской Академии художеств некоторые персонажи ещё не были написаны.
Полностью прорись с указанием всех упомянутых в ней персонажей из зрителей (223) была приведена в статье Г. Е. Лебедева. Выписанные Чернецовым изображения персонажей картины в большинстве случаев не соответствуют их реальному возрасту, который подтверждён биографическими данными.

### Монаршие особы
На среднем плане изображён на коне император Николай I, за которым следует наследник-цесаревич. Оба они направляются к карете с императрицей (в прориси не указаны):
- Император Николай I (1796—1855).
- Великий князь и наследник-цесаревич Александр Николаевич (1818—1881), следом за императором.
- Императрица Александра Фёдоровна — в карете на первом плане, изображение в прориси номера не имеет.

### Свита императора
Следом за императором и наследником следует свита (в прориси не указаны, титулы перечислены на момент изображения):
- Принц Ольденбургский, Пётр Георгиевич (1812—1881).
- Светлейший князь Ливен, Христофор Андреевич (1774—1838).
- Светлейший князь Волконский, Пётр Михайлович (1776—1852).
- Граф Чернышёв, Александр Иванович (1785—1857).
- Граф Эссен, Пётр Кириллович (1772—1844).
- Граф Фикельмон, Карл Людвиг (1777—1857).
- Граф Бенкендорф, Александр Христофорович (1783—1844).
- Граф Блом, Оттон Гаврилович (1770—1849).
- Граф Толстой, Пётр Александрович (1769—1844).
- Граф Орлов, Алексей Фёдорович (1786—1861).
- Граф Голенищев-Кутузов, Павел Васильевич (1773—1843).
- Барон Жомини, Генрих Вениаминович (Антуан-Анри; 1779—1869).
- Кавелин, Александр Александрович (1793—1850).
- Князь Трубецкой, Василий Сергеевич (1776—1841).
- Князь Голицын, Дмитрий Владимирович (1771—1844).
- Клейнмихель, Пётр Андреевич (1793—1869).
- Кокошкин, Сергей Александрович (1795 (96?)-1861).
- Игнатьев, Павел Николаевич (1797—1879).
- Ушаков, Павел Петрович (1779—1853) — придворный, был в чине полковника кавалером при великом князе Николае Павловиче; впоследствии — генерал от инфантерии.
- Гогенлоэ-Кирхберг, Генрих фон (1788—1859).
- Чевкин, Константин Владимирович (1802—1875).
- Колзаков, Павел Андреевич (1779—1864).
- Князь Лобанов-Ростовский, Александр Яковлевич (1788—1866).
- Геруа, Александр Клавдиевич (1784—1852).
- Перовский, Василий Алексеевич (1795—1857).
- Князь Голицын, Андрей Михайлович (1792—1863).
- Новосильцев, Пётр Петрович (1797—1869).
- Князь Италийский, граф Рымникский Суворов, Александр Аркадьевич (1804—1882).
- Князь Мещерский, Пётр Сергеевич (1779—1856).
- Ланской, Пётр Петрович (1799—1877).
- Болдырев, Аркадий Африканович (?—1857) — петербургский плац-майор, был карточным игроком, в 1837 году в звании генерал-майора вышел в отставку. В конце жизни занимался конезаводством.
- Граф Кушелев, Григорий Григорьевич (1802—1855).
- Будберг, Александр Иванович (1798—1876).
- Александров, Павел Константинович (1808—1857).
- Анненков, Фёдор Васильевич (1805—1869).
- Лужин, Иван Дмитриевич (1802—1868).
- Крузенштерн, Николай Иванович (1802—1881).
- Барон Ливен, Вильгельм Карлович (1800—1880).
- Барон Рошильон[~ 2]. (возможно, полковник Лев Васильевич Россильон???)
- Серебряков, Лазарь Маркович (1792—1862).
- Граф Г. Ф. Гауке. Вероятно, имеется в виду граф Гауке, Маврикий Фёдорович (1775—1830) — «правая рука» Константина Павловича по управлению польским краем, сенатор, воевода Царства Польского, убитый во время Польского восстания при попытке уговорить мятежников образумиться. Разумеется, участия в параде не принимал, изображение носило меморативный характер.
- Леонтьев А. Н., возможно: Леонтьев Александр Николаевич (1805-23.01.1851) — полковник, д.с.с., камергер; двоюродный брат П. И. Пестеля.
- Карпов Г.[~ 3]
- Ваксмут, Андрей Яковлевич фон (1790 (91?) — 1849).
- Князь Голенищев-Кутузов. Возможно, имеется в виду князь Голенищев-Кутузов-Толстой, Павел Матвеевич (1800—1883).

### 223 портретированных зрителя
Список портретированных зрителей приводится в собственноручной прориси художника. Опубликован и комментирован Г. Е. Лебедевым. Написание имен приводится в современной транскрипции с незначительными комментариями, в которых уточняются титулы и краткие биографические данные.
1. Светлейшая княгиня Варшавская, графиня Паскевич-Эриванская (урождённая Грибоедова Елизавета Алексеевна; 1795—1856) — в карете с императрицей.
2. Князь Долгоруков, Василий Васильевич (1787—1858).
3. Ермолов, Пётр Николаевич (1795—1836).
4. Адлерберг, Александр Владимирович (1818—1888).
5. Жерве, Владимир Александрович (1816—1870).
6. Рейхнет Фёдоров (официант?)[~ 2].
7. Казак.
8. Казак.
9. Лейб-кучер Числов[~ 2].
10. Черкесский кадет (имя в прориси не приводится).
11. Гукежев Куй — адыг, корнет лейб-гвардии Кавказского горского полуэскадрона (образован в 1828).
12. Расцветаев — штаб-ротмистр линейных казаков[~ 5].
13. Соколов, Дмитрий Иванович (1788—1852).
14. Княжна Трубецкая, Мария Васильевна (1819—1895).
15. Княжна Трубецкая, Вера Васильевна (1829—1861).
16. Графиня Мусина-Пушкина, Мария Александровна (1801—1853).
17. Графиня Бенкендорф, Анна Александровна (1818—1900).
18. Графиня Бенкендорф, Мария Александровна (1820—после 1880).
19. Графиня Бенкендорф, Софья Александровна (1825—1875).
20. Княгиня Белосельская-Белозерская, Елена Павловна (урождённая Бибикова; 1812—1888).
21. Родзянко, Мария Сергеевна (урождённая Ахлебинина; 1808 (09?)-1891).
22. Потёмкина, Софья Яковлевна (1818—1887) — в замужестве фон Вольф.
23. Новосильцева, Мария Николаевна (1801—1865).
24. Княгиня Трубецкая, Софья Андреевна (урождённая Вейс; 1796—1848).
25. Рибопьер, Екатерина Михайловна (урождённая Потемкина; 1788—1872) — супруга дипломата А. И. Рибопьера.
26. Княгиня Суворова, Любовь Андреевна (урождённая Ярцева; 1811—1867).
27. Княжна Суворова, Любовь Александровна (1831—1883).
28. Сукин, Александр Яковлевич (1764—1837).
29. Политковская, Мария Николаевна. Биографические данные не обнаружены, возможно, одна из фрейлин.
30. Рибопьер, Мария Александровна (1816—1885) — дочь дипломата А. И. Рибопьера.
31. Ваксмут А. Я. — см. список свиты, при артиллерии.
32. Голенищев-Кутузов В. И. — см. список свиты, при артиллерии.
33. Рибопьер, Софья Александровна (1813—1881) — фрейлина.
34. Рибопьер, Аглая Александровна (1812—1842) — фрейлина.
35. Полторацкая, Софья Борисовна (урождённая княжна Голицына; 1795—1871).
36. Нарышкин, Кирилл Александрович (1786—1838).
37. Шишков, Александр Семёнович (1754—1841).
38. Граф Новосильцев, Николай Николаевич (1762—1838).
39. Кушников, Сергей Сергеевич (1767—1869).
40. Барон Николаи, Павел Андреевич (1777—1866).
41. Сперанский, Михаил Михайлович (1772—1839).
42. Гедеонов, Александр Михайлович (1790—1867).
43. Бибиков, Гавриил Гаврилович (?-1850).
44. Лабенский, Франц Иванович (1780—1850).
45. Граф Толстой, Фёдор Петрович (1783—1873).
46. Жемчужников, Михаил Николаевич (1788—1865).
47. Давыдов, Денис Васильевич (1784—1839).
48. Граф Мусин-Пушкин-Брюс, Василий Валентинович (1775—1836).
49. Киль, Лев Иванович (1793—1851).
50. Брюллов, Александр Павлович (1798—1877).
51. Шебуев, Василий Кузьмич (1776—1855).
52. Сапожников, Андрей Петрович (1795—1855).
53. Багговут, Александр Фёдорович (1806—1883).
54. Григорович, Василий Иванович (1786—1865).
55. Демут-Малиновский, Василий Иванович (1779—1846).
56. Варнек, Александр Григорьевич (1782—1843).
57. Бруни, Фёдор Антонович (1800—1875).
58. Пезаровиус, Павел Павлович (Помиан Пезаровиус. 1776—1847).
59. Князь Айтемиров Бек Мурза — штаб-ротмистр лейб-гвардии Кавказского горского полуэскадрона[~ 2]. Фамилия крымскотатарского происхождения (см. комментарий к № 11).
60. Тамбиев Алий — черкесский кадет[~ 2]. Тамбиевы — черкесский род, Алий — распространённое родовое имя.
61. Туганов Пшмох — черкесский кадет[~ 2]. Тугановы — осетинская фамилия.
62. Хрущова, Прасковья Петровна (1809—1848).
63. Тон, Александр Андреевич (1790—1858).
64. Тон, Константин Андреевич (1794—1881).
65. Майков, Николай Аполлонович (1794—1873).
66. Чернецов, Никанор Григорьевич (1805—1879) — брат автора картины.
67. Чернецов, Григорий Григорьевич (1802—1865) — автопортрет.
68. Гальберг, Самуил Иванович (1787—1839).
69. Арсеньев, Константин Иванович (1789—1865).
70. Басин, Пётр Васильевич (1799—1877).
71. Воробьёв, Максим Никифорович (1787—1855).
72. Плетнёв, Пётр Александрович (1791—1865).
73. Вессель, Егор Христианович (1796—1853).
74. Баронесса Жомини, Аделаида (?) (урождённая Россель)[~ 2].
75. Баронесса Жомини, Аделаида Генриховна (1814—1912).
76. Баронесса Жомини, Александрина Генриховна (1815—1878).
77. Брюллов, Карл Павлович (1799—1852).
78. Панаев, Владимир Иванович (1792—1859).
79. Крутов, Андрей Иванович (1796—1860).
80. Солнцев, Фёдор Григорьевич (1801—1892).
81. Куницкий, Пётр Максимович (1811—1868).
82. Урусов, Гавриил Никитович (1774—1842).
83. Яковлев, Владимир Александрович (1791—1848) — петербургский купец.
84. Эртов, Михаил Давидович (1771—1848) — петербургский купец.
85. Дубельт, Леонтий Васильевич (1792—1862).
86. Загоскин, Михаил Николаевич (1789—1852).
87. Семенова Нимфодора Семёновна (Семёнова Младшая) (1788—1876).
88. Мордвинов, Александр Николаевич (1792—1869).
89. Мордвинова, Александра Семёновна (урождённая Херхулидзева; 1802—1848).
90. Мордвинов, Семён Александрович (1825—1900).
91. Мордвинова, Екатерина Александровна (1829—1834).
92. Татищев, Сергей Павлович (1771—1844).
93. Татищев, Дмитрий Павлович (1767—1845).
94. Опочинина, Мария Фёдоровна (1812 (17?) — 1863).
95. Опочинина, Александра Фёдоровна (1814—1868).
96. Кикина, Прасковья Алексеевна (1813-?).
97. Арбузова, Анна (у Г. Е. Лебедева — Александра[2]) Алексеевна (1820—1882).
98. Пашкова, Мария Трофимовна (1807—1887).
99. Граф Виельгорский, Михаил Юрьевич (1787—1856).
100. Герман, Иосиф-Рудольф (1805—1879).
101. Князь Голицын, Александр Николаевич (1773—1844).
102. Граф Мордвинов, Николай Семёнович (1754—1845).
103. Княгиня Юсупова, Зинаида Ивановна (урождённая Нарышкина; 1809 (10?)—1893).
104. Потёмкина, Татьяна Борисовна (урождённая княжна Голицына; 1797—1869).
105. Княжна Голицына, Зинаида Александровна (у Г. Е. Лебедева[2] — Андреевна) (1818—1845).
106. Князь Гагарин, Сергей Иванович (1777—1862).
107. Купец Борисов — в справочной литературе упоминается не менее 10 купцов Борисовых в Санкт-Петербурге и Царском Селе. Уточнить, кто из них изображён Чернецовым, не представляется возможным.
108. Алферовский, Василий Абрамович (1796 (97?)-1875).
109. Зверков, Василий Матвеевич (1785—1858).
110. Клейн П. Ф. — купец (?). У Г. Е. Лебедева[2] — Пётр (Аарон) Фёдорович Клейн, почётный гражданин Санкт-Петербурга. Однако Пётр Аарон Клейн родился в 1760 году и умер в 1842 году, а в прориси под № 110 изображён относительно молодой человек, что делает традиционное определение сомнительным.
111. Беликов, Пётр Егорович (1793—1859).
112. Фёдоров — купец[~ 3].
113. Садовников, Фирс Миронович (1789—1853).
114. Захаров, Мирон Андреевич (1788 (?) — 1854).
115. Меншиков, Николай Никитич (?) (1812—1875) — статский советник (у Г. Е. Лебедева[2] — Никита Николаевич, родился в 1777 году, что не соответствует весьма молодому возрасту изображённого).
116. Аксёнов, Семён Николаевич (1784 (90?) — 1853).
117. Яковлев, Алексей Яковлевич (1782—1880).
118. Пономарёв, Прокофий Иванович (1770—1853) — купец I гильдии, впоследствии коллежский советник, дворянин и кавалер орденов, член разных попечительских советов, благотворитель, ктитор Волковской кладбищенской церкви.
119. Чаплин, Степан Фёдорович (1759 (60?)-1843) — коммерции советник и кавалер[~ 6].
120. Кусов, Николай Иванович (1780-е—1856).
121. Григорьев, Александр Григорьевич (1802—1889).
122. Севербрик, Иван Ефимович (1778—1852).
123. Кусов, Алексей Иванович (1790—1848).
124. Лухманов, Дмитрий Александрович (1765—1841).
125. Титов, Михаил Иванович (1765—1835).
126. Куманин, Константин Алексеевич (1785—1852).
127. Алексеев, Николай Михайлович (1813—1880).
128. Воронов, Михаил Никифорович (1781—1846).
129. Казаков, Яков Петрович (1770—1836).
130. Солодовников, Михаил Назарьевич (1794—1840).
131. Фишер фон Вальдгейм, Григорий Иванович (1771—1853), настоящая фамилия Готхельф.
132. Маркус, Михаил Антонович (у Чернецова ошибочный инициал «Ф») (1790—1865).
133. Калгин, Василий Михайлович (1796—1851).
134. Чернецов, Григорий Степанович (1774—1844) — иконописец, мещанин города Лух Костромской губернии, отец автора картины.
135. Малыгин, Алексей Филиппович (1789—1868).
136. Прохоров, Тимофей Васильевич (1797—1854).
137. Палли Г. Вероятно, имеется в виду петербургский купец и фабрикант Яков-Михаил (Яков Христианович) Паль (1808—1883).
138. Князь Голицын, Борис Андреевич (1828—1879) — изображён младенцем (биографические данные скудны).
139. Крейтон, Василий Петрович (Арчибальд-Вильяме) (1791—1863) — лейб-медик Высочайшего двора.
140. Мартос, Иван Петрович (1750—1835).
141. Дмитриев, Иван Иванович (поэт) (1760—1837).
142. Оленин, Алексей Николаевич (1763—1843).
143. Лонгинов, Николай Михайлович (1779—1853).
144. Соболевский, Пётр Григорьевич (1782—1841).
145. Ниротморцев, Александр Андреевич (1809—1869).
146. Ростовцева, Александра Ивановна (урождённая Кусова; 1778—1843).
147. Юрьевич, Елизавета Андреевна (урождённая Ниротморцева; 1809—1858).
148. Кукольник, Нестор Васильевич (1809—1868).
149. Башуцкий, Александр Павлович (1805—1876).
150. Фок, Пётр Яковлевич фон (?) (1793—1865)[~ 7]
151. Годунов, Василий Васильевич (1820—1840). Изображён в греческом костюме.
152. Каратыгин, Василий Андреевич (1802—1853).
153. Каратыгина, Александра Михайловна (1802—1880)
154. Сосницкий, Иван Иванович (1796—1877).
155. Асенкова, Варвара Николаевна (1817—1841).
156. Богосов Саркис — петербургский купец, торговал табаком, фабрикант табачных изделий[~ 2].
157. Барабин Н. П.[~ 3].
158. Демезон, Пётр Иванович (1807—1873). Изображён в костюме татарского муллы, в котором посетил Бухару и не был узнан.
159. Хантемиров (Кантемиров, Хантимеров) Мухаммед Али[~ 8] — мулла в Санкт-Петербурге, законоучитель при петербургских кадетских корпусах.
160. Слепушкин, Фёдор Никифорович (1783—1848) — писатель, поэт, живописец, из крепостных Е. В. Новосильцевой, занимался также торговлей и «лодочным промыслом». За литературные труды получил золотую медаль Императорской Академии Наук, награждён Николаем I «почётным кафтаном», в котором изображён.
161. Кикин, Пётр Андреевич (1775—1834).
162. Кикина, Мария Петровна (1816—1854).
163. Болоховской С. Н.[~ 2].
164. Шульгин, Иван Петрович (1795 (94?)-1869).
165. Крылов, Иван Андреевич (1768—1844).
166. Уткин, Николай Иванович (1780—1863).
167. Пушкин, Александр Сергеевич (1799—1837).
168. Греч, Николай Иванович (1787—1867).
169. Жуковский, Василий Андреевич (1783—1852).
170. Венецианов, Алексей Гаврилович (1780—1847).
171. Каченовский, Михаил Трофимович (1775—1842).
172. Гнедич, Николай Иванович (1784—1833).
173. Семёнов, Василий Николаевич (1801—1863).
174. Свиньин, Павел Петрович (1787—1839).
175. Свиньина, Анастасия Аполлоновна (у Г. Е. Лебедева[2] — Андреевна) (урождённая Майкова; 1798—1865).
176. Пейсар, Лаура Мари (1802 — не ранее 1849).
177. Каратыгин, Пётр Андреевич (Каратыгин Младший; 1805—1879).
178. Круазет Луиза (годы жизни неизвестны).
179. Телешева, Екатерина Александровна (1804—1857).
180. Курт, Мария Осиповна (урождённая баронесса Нолькен; 1790—1873) — художница-портретистка, копиистка[2]. По справочникам известна некая Мария Курт (родилась в 1815 году), которая в 1839 году получила звание свободной художницы. Последняя по возрасту более соответствует изображённой.
181. Федораки — албанец из Филиполи. Имеется в виду город Филиппополь (общепринятое название Пловдив)[~ 2].
182. Куинетев, горец. Видимо, один из кадетов кавказского происхождения.
183. Лейтенант турецкого флота, бывший на одном из кораблей, действовавших против брига «Меркурий». Эпизод русско-турецкой войны 1828—1829 годов, завершившейся Адрианопольским трактатом. Изображение турецких подданных, видимо, было политическим заказом, свидетельствовавшим о мирных отношениях с турками и усмирении Кавказа.
184. Лейтенант турецкого флота Осман[~ 3].
185. Бем, Франц Людвиг (1789—1846).
186. Кальбрехт, Надежда Александровна[~ 8].
187. Самойлова, Мария Васильевна (по сведениям Г. Е. Лебедева[2], умерла в 1880-х).
188. Самойлов, Василий Васильевич (1813—1887).
189. Реймерс, музыкант — персонификация изображённого затруднена.
190. Резвой, Модест Дмитриевич (1806—1853).
191. Самойлов, Василий Михайлович (1782—1839).
192. Верстовский, Александр Николаевич (1799—1863).
193. Ольдекоп, Евстафий Иванович (1786—1845), Август Иванович.
194. Шемаев, Василий Антонович (1802—1853).
195. Мамад али Оцо оглы — «офицер лезгинский»[~ 3].
196. Мамад али Шабан оглы — «юнкер лезгинский».
197. Мамад оджи Исмаил оглы — оруженосец лезгинский. По отношению к № 195—197 см комментарии к № 10, 11.
198. Князь Чавчавадзе С. И. Штабс-капитан Нижегородского драгунского полка. Фамилия Чавчавадзе тесно связана с Нижегородским драгунским полком, в котором служили несколько представителей этого рода. Известен легендарный командир полка А. Г. Чавчавадзе. Во время написания картины штабс-капитаном в полку служил Ясон Иванович Чавчавадзе (1803—1857).
199. Адамини, Лев Фомич (Леоне; 1789—1854).
200. Голланд, Константин (у Чернецова Голленд) (1804—1868) — оперный певец (тенор), актёр и режиссёр.
201. Жуков, Василий Григорьевич (1796—1881).
202. Кавос, Катерино Альбертович (1775—1840).
203. Устинов Николай[~ 8].
204. Захаров-Чеченец, Пётр Захарович.
205. Шелихова, Мария Фёдоровна (урождённая Монруа; 1804—1869).
206. Шелихов, Дмитрий Алексеевич (1770—1838) — придворный музыкант и капельмейстер.
207. Дюр, Мария Дмитриевна (урождённая Новицкая; 1815—1868).
208. Дюр, Николай Осипович (1807—1839).
209. Мозжечков Павел[~ 8].
210. Смирдин, Александр Филиппович (1795—1857).
211. Кухаревский, Алексей Яковлевич (1804—1845).
212. Сихра, Андрей Осипович (1773—1850).
213. Уттехт К. И. — помощник библиотекаря при Императорском Эрмитаже[~ 2].
214. Петров, Осип Афанасьевич (1806—1878).
215. Степанова, Анна Матвеевна (1816—1838).
216. Дранше, Софья Ивановна (1815—1860).
217. Волкова, Варвара Петровна (1816—1898) — русская балерина Петербургской императорской труппы.
218. Кох, Софья — танцовщица, ученица балетных классов театрального училища, известная своей красотой[13].
219. Иванова Татьяна Ивановна.
220. Тихобразов, Николай Иванович (1818—1874).
221. Иванов-Голубой, Антон Иванович (1818—1864)[18].
222. Старушка Антонова — экономка и домоправительница Чернецовых в их квартире на Васильевском острове.
223. Телушкин, Пётр (?—1837) — крестьянин Ярославской губернии, прославившийся тем, что в 1830 году без лесов починил крест на Петропавловском соборе. Скончался в Рыбинске.

## Комментарии
1. ↑  Содержание серебра в прусском талере — 16,704 грамма, в русском рубле серебром — 18 грамм.
2. 1 2 3 4 5 6 7 8 9 10 11  Биографические данные пока не обнаружены.
3. 1 2 3 4 5  Идентифицировать персонаж не удалось
4. ↑  Два экземпляра находятся в отделе рукописей Государственного русского музея.
5. ↑  Линейное казачество — огосударствленные казачьи формирования (главным образом в начале XIX века).
6. ↑  Инициалы «С. Ф.» авторские. Однако в 1836 году С. Ф. Чаплину было не менее 75 лет, а на картине изображён молодой человек. Возможно, персонажем картины является Чаплин Стефан Григорьевич (1803 (02?)—1864) — купец II гильдии, потомственный почетный гражданин Санкт-Петербурга.
7. ↑  Чернецов также мог изобразить управляющего III Отделением М. Я. фон Фока, однако последний скончался в августе 1831 года.
8. 1 2 3 4  Даты жизни не установлены